# LV (álbum)
LV es el primer álbum en vivo del supergrupo estadounidense Chickenfoot, lanzado el 7 de diciembre de 2012. El álbum incluye canciones de la gira de 2012 "Different Devil" y de la primera gira de la agrupación.

## Lista de canciones
Todas las canciones escritas y compuestas por Sammy Hagar and Joe Satriani, except where noted. 
| N.º | Título                  | Grabación                           | Duración |  |
| 1.  | «Lighten Up»            | 12 de mayo de 2012 en Chicago       | 6:58     |  |
| 2.  | «Big Foot»              | 6 de junio de 2012 en Seattle       | 4:21     |  |
| 3.  | «Last Temptation»       | 6 de junio de 2012 en Seattle       | 4:09     |  |
| 4.  | «Something Going Wrong» | 16 de mayo de 2012 en Boston        | 6:42     |  |
| 5.  | «Oh Yeah»               | 23 de septiembre de 2009 en Phoenix | 9:10     |  |
| 6.  | «Down The Drain»        | 23 de septiembre de 2009 en Phoenix | 6:18     |  |
| 7.  | «Turnin' Left»          | 23 de septiembre de 2009 en Phoenix | 8:37     |  |
| 8.  | «My Kinda Girl»         | 23 de septiembre de 2009 en Phoenix | 4:37     |  |
| 9.  | «Learning To Fall»      | 23 de septiembre de 2009 en Phoenix | 5:58     |  |

## Personal
Chickenfoot
- Sammy Hagar – voz, guitarra
- Joe Satriani – guitarra
- Michael Anthony – bajo
- Chad Smith – batería
- Kenny Aronoff - batería
- Michael "Ace" Baker – grabación